# Carlarius
Genre
Carlarius est un genre de poissons osseux de la famille des Ariidae.

## Répartition
Ce genre est endémique de la côte ouest de l'Afrique.

## Liste des espèces
Selon le World Register of Marine Species (20 octobre 2023) :
- Carlarius gigas (Boulenger, 1911)
- Carlarius heudelotii (Valenciennes, 1840)
- Carlarius latiscutatus (Günther, 1864)
- Carlarius parkii (Günther, 1864)

## Systématique
Le nom valide complet (avec auteur) de ce taxon est Carlarius Marceniuk & Menezes, 2007.

## Étymologie
Le nom générique, Carlarius, est la combinaison de Carl, qui rend hommage à l'ichtyologue américain Carl J. Ferraris (d), chercheur associé à l'Académie des sciences de Californie, et de Arius, le genre type de la famille des Ariidae.

## Publication originale
- (en) Alexandre P. Alexandre et Naércio A. Menezes, « Systematics of the family Ariidae (Ostariophysi, Siluriformes), with a redefinition of the genera », Zootaxa, vol. 1416, no 1,‎ 8 mars 2007, p. 1–126 (ISSN 1175-5334 et 1175-5326, DOI 10.11646/zootaxa.1416.1.1, lire en ligne, consulté le 20 octobre 2023)